# Thomas Humphreys (athlétisme)
Thomas Frederick Humphreys, né le 8 septembre 1890 à Wingrave et mort le 9 avril 1967 à Aston Abbotts, est un athlète britannique spécialiste du cross-country. Son club était les Herne Hill Harriers.

## Biographie

### Palmarès
| Date | Compétition           | Lieu      | Résultat | Épreuve          | Performance   |
| ---- | --------------------- | --------- | -------- | ---------------- | ------------- |
| 1912 | Jeux olympiques d'été | Stockholm | 16e      | Cross individuel | 50 min 28 s 0 |
| 1912 | Jeux olympiques d'été | Stockholm | 3e       | Cross par équipe | 49 pts        |